# Konstantinopel
Die Stadt Konstantinopel (heute Istanbul) wurde von dorischen Siedlern aus dem griechischen Mutterland um 660 v. Chr. unter dem Namen Byzantion (Byzanz, latinisiert Byzantium) gegründet. Am 11. Mai 330 n. Chr. machte sie der römische Kaiser Konstantin der Große zu seiner Hauptresidenz, baute sie großzügig aus und benannte sie offiziell in Nova Roma (Νέα Ῥώμη Nea Rhōmē, „Neues Rom“) um. In der Spätantike (nach der Teilung des römisches Reiches) beanspruchte die Stadt auch den Rang als „Zweites Rom“. Nach dem Tod Konstantins 337 wurde die Stadt offiziell in Constantinopolis umbenannt. Sie war seit Theodosius I. die Hauptstadt des in moderner Zeit nach ihr benannten Byzantinischen Reichs („Ostrom“; zeitgenössische Bezeichnung: Βασιλεία τῶν Ῥωμαίων Basileia tōn Rhōmaiōn, „Reich der Römer“) und blieb dies – abgesehen von der Eroberung im Vierten Kreuzzug – ununterbrochen bis zur Eroberung durch die Osmanen 1453. Unter den Namen Kostantiniyye / قسطنطينيه und استانبول / Istānbūl war es dann bis 1922 die Hauptstadt des Osmanischen Reichs.
Spätestens ab 1930 setzte sich der Name Istanbul, der bereits im Seldschukischen und Osmanischen Reich gebräuchlich war, auch international durch. Als Prototyp einer imperialen Stadt ist es seit dem 4. Jahrhundert eine Weltstadt.

## Name
Konstantinopel wurde als Byzantion (griechisch Βυζάντιον) gegründet. Bereits im 10. Jahrhundert nannten Griechen die Stadt auch Bulin und Stanbulin, abgeleitet von Polis für „die Stadt“ (siehe auch Polis). Die Türken nannten sie bereits im Sultanat der Rum-Seldschuken und im frühen Osmanischen Reich davon abgeleitet Istanbûl / استنبول. Nach 1453 hieß die Stadt unter den Osmanen offiziell قسطنطينيه Ḳusṭanṭīniyye, so z. B. auf Münzen oder Fermans. Istanbul war ein Alternativname.
Von Griechen wird sie heute noch „die Stadt“ (η Πόλη i Póli) bzw. Konstantinopel (Κωνσταντινούπολη Konstandinoúpoli) genannt. In skandinavischen Quellen wurde sie hingegen stets als Miklagarð bezeichnet, im Russischen, Bulgarischen, Serbischen, Kroatischen und Slowenischen meist als „Kaiserstadt“ (russisch Царьград Zargrad, im südslawischen Sprachraum Цариград/Carigrad). Konstantinopel wird in Überlieferungen oft auch als Stadt der sieben Hügel bezeichnet, ebenso wie Rom.

## Schreibweisen und Übersetzungen
- altgriechisch und Katharevousa: Κωνσταντινούπολις Konstantinoúpolis
- neugriechisch (volkssprachlich): Κωνσταντινούπολη Konstandinoúpoli; jeweils „Stadt des Konstantin“
- Levantisch-italienisch: Cospoli[3] (rumänisch: Constantinopol[4])
- Osmanisches Türkisch: درسعادت Der-i saadet ‚Das Tor zum Glück‘, إسطنبول Istanbûl, قسطنطينيه Qusṭanṭīnīya; Stambul und viele mehr
- Heutiges Türkisch: İstanbul
- In historischem Zusammenhang: Constantinopolis, Konstantinopol, Dersaadet
- Auf Deutsch (selten, nur historischer Zusammenhang): „Die Stadt der Reichen“
- Die Westskandinavier (und Wikinger) nannten die Stadt Miklagard

## Geschichte

### Antike
Byzantion (altgriechisch Βυζάντιον Byzántion, latinisiert Byzantium, deutsch Byzanz) war eine um 660 v. Chr. am südwestlichen Ausgang des Bosporus gegründete Apoikie dorischer Griechen aus Megara, Argos und Korinth. Byzantium wurde unter römischer Herrschaft zu einer mittelmäßig wichtigen Stadt in der römischen Provinz Thracia.

### Spätantike und Oströmisches Reich

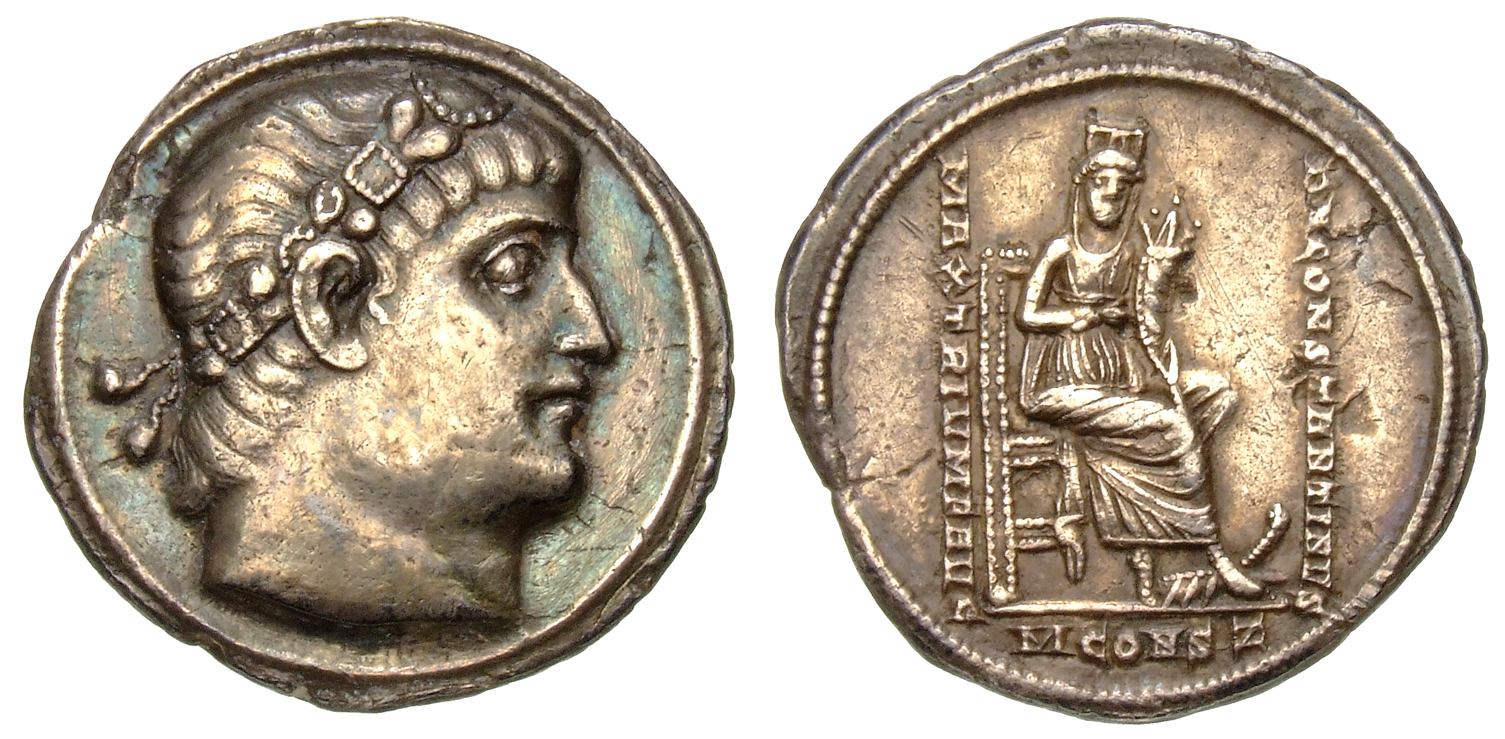
Silbermünze Konstantins des Großen im Wert von Siliquae, die anlässlich der Gründung Konstantinopels geprägt wurde und auf der Rückseite die Stadtpersonifikation (Tyche) der neuen Residenz zeigt

Wegen der wachsenden Bedeutung der Osthälfte des Römischen Reiches und zur Feier des Sieges über seinen letzten Rivalen Licinius, der den östlichen Reichsteil bis 324 beherrschte, wurde Byzantion 326 vom römischen Kaiser Konstantin I. zur Residenz ausgebaut und vier Jahre später, am 11. Mai 330, feierlich eingeweiht. Sie erhielt den neuen Namen Constantinopolis (altgriechisch Κωνσταντινούπολις Konstantinoupolis „Stadt des Konstantin“), womit die Tradition hellenistischer Könige und früherer römischer Kaiser aufgegriffen wurde, neuen Stadtgründungen den eigenen Namen zu geben. Zugleich blieb aber auch der Name Byzantion (Βυζάντιον) üblich.
Mehrere Städte waren von Konstantin zuvor in Betracht gezogen worden, darunter das alte Troja an der kleinasiatischen Küste und angeblich auch Jerusalem, doch, so behauptete der Kaiser nachträglich selbst, habe er sich aufgrund einer nächtlichen Erscheinung der Jungfrau Maria auf ihren Rat hin für das am Bosporus liegende Byzantion entschieden. Der Ort lag strategisch günstig, in Reichweite sowohl der Donau- wie der Euphratgrenze. Die Stadt wurde auf das Fünffache der ursprünglichen Fläche vergrößert und wie das Vorbild Rom auf (angeblich) sieben Hügeln errichtet. Auch die politischen und weltlichen Einrichtungen der alten Hauptstadt wurden vielfach nachgeahmt. So erhielt Konstantinopel ein Kapitol, einen Circus für 100.000 Zuschauer, ein Forum (Forum Constantini) und eine Hauptverkehrsachse in ostwestlicher Richtung. Aus dem ganzen Reich wurden Kunstwerke in die Stadt geschafft, um ihr Glanz zu verleihen. Trotz Konstantins Förderung des Christentums war die neue Stadt keine rein christliche Gründung, wie die (angebliche) Überführung des einst aus Troja geraubten Palladions aus Rom, vor allem aber die Renovierung der Tempel und die bei der Stadtgründung, wie sonst auch üblich, vollzogenen paganen Rituale zeigen: Die Stadt war nicht als „christliches Rom“ geplant, auch wenn spätere Quellen dies teils behaupten. Ferner gewährte Konstantin dem Rat der Stadt fast dieselben Privilegien, wie sie der römische Senat genoss, allerdings mit dem Unterschied, dass die Senatoren von Konstantinopel zunächst lediglich den Ehrentitel clarus („der Strahlende“) tragen durften, wohingegen sich die römischen Senatoren mit dem Superlativ clarissimus schmückten. Erst Konstantins Sohn Constantius II. beseitigte diesen Unterschied.
Ob Konstantin Byzantion wirklich als Konkurrenz zu Rom geplant hat, ist unter den Forschern umstritten und gilt heute als unwahrscheinlich, denn auch andere Kaiser vor und nach ihm hatten Städte wie Trier oder Nikomedia als Residenzen großzügig erweitert und teils nach sich selbst benannt. Konstantins Stadt hatte erst von 359 an einen Stadtpräfekten ähnlich dem Praefectus urbi Roms und wurde bis dahin durch einen proconsul, mit einem eigenständigen Verwaltungsbereich, verwaltet; es gab für die dortigen Senatoren zunächst keinen cursus honorum, und die rechtliche Gleichstellung mit Rom wurde frühestens 421, also erst nach fast einem Jahrhundert, erreicht.  All dies spricht gegen die Annahme, Konstantinopel habe von Anfang an ein neues Rom werden sollen. Aber wie dem auch sei: Ohne Frage wuchs die Bedeutung der Stadt in den Jahren nach 330 rasch. Die ägyptischen Getreideflotten steuerten fortan nicht mehr Rom an, sondern die Stadt am Bosporus. Konstantinopel wurde in der Spätantike zum Mittelpunkt von Verwaltung, Wirtschaft und Kultur des Oströmischen Reiches ausgebaut und erfüllte diese Aufgabe (mit Unterbrechung) vom späten 4. Jahrhundert bis in die Neuzeit par excellence. So fand bereits 381 das erste von vier Konzilien statt. Nach der Aufhebung der Vorrangstellung Roms bekam das Ökumenische Patriarchat von Konstantinopel eine feste organisatorische Struktur und mit der faktischen Reichsteilung von 395 war die Stadt das Zentrum der östlichen Mittelmeerwelt. Solange Byzanz/Konstantinopel stand, stand auch das (von der modernen Geschichtsschreibung so genannte) Byzantinische Reich. Mit dem Fall der Stadt fiel auch das Reich. In Folge der Machtstellung wurde Konstantinopel auch zum kirchlichen Mittelpunkt. Der Bischof der Stadt, der sein Amt auf den Apostel Andreas zurückführte, war ab 381 Patriarch und beanspruchte eine herausgehobene Stellung (auf kaiserlichen Beschluss hin war er fortan nur dem Bischof von Rom nachgeordnet). Auch kulturell lebte die Stadt in der Spätantike auf: Die Hochschule war die jüngste, aber bald auch größte des Ostreiches und erreichte unter Theodosius I. eine erste Blütezeit, wobei auch die Bibliotheken ausgebaut wurden. Als eigentlicher Gründer der sogenannten Universität von Konstantinopel gilt Kaiser Theodosius II.

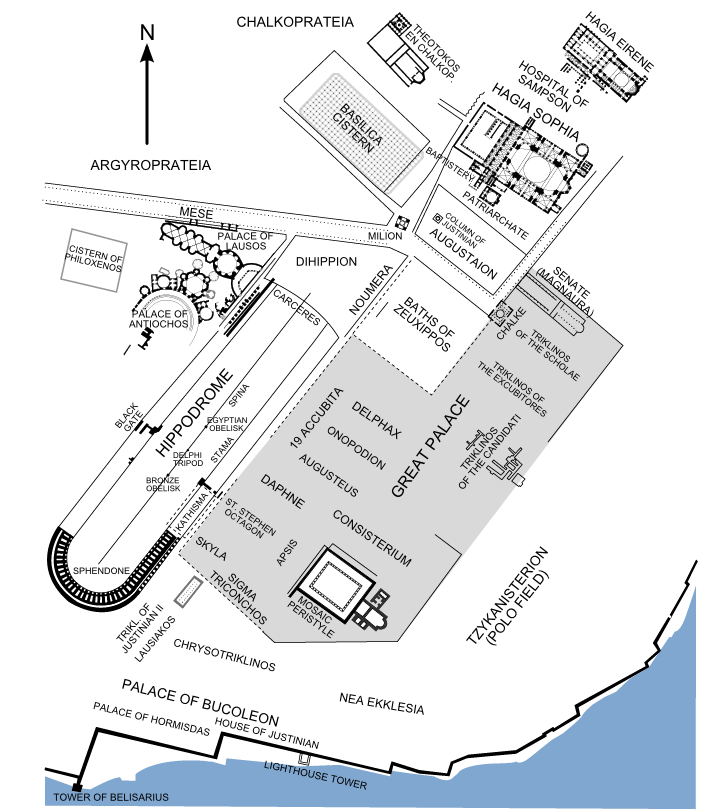
Kaiserlicher Bezirk zwischen Hippodrom und Hagia Eirene

Konstantinopel konnte auf Grund der Lage auf einem Kap nur nach Westen hin erweitert werden. Bereits Theodosius I., unter dem sich Konstantinopel ab 379 endgültig gegen Antiochia als Hauptresidenz des Ostens durchsetzte, baute die Stadt aus und verlegte mit der Errichtung des Großen Palastes den Sitz der Kaiser hierhin. Um 412 wurde unter seinem Enkel Theodosius II. etwa 1500 m westlich der von Konstantin errichteten Stadtmauer eine weitere, teilweise noch heute erhaltene Mauer errichtet und so das Areal der Stadt von sechs auf zwölf km² verdoppelt. Das gewaltige Befestigungswerk wurde danach noch wiederholt restauriert und erweitert. Die Bevölkerung Konstantinopels wuchs rasch und schließlich gegen den Willen der Herrscher, doch selbst Beschränkungen vermochten den Zuzug nicht zu verhindern. Die Versorgung der weit über 400.000 Einwohner (zur Zeit Justinians waren es vor dem Ausbruch der Pest in den 540er Jahren gar zwischen 500.000 und 600.000) stellte die Machthaber zeitweise vor Probleme, insbesondere im späteren 7. Jahrhundert nach dem Verlust der „Kornkammer“ Ägypten nach der islamischen Expansion an die Araber, wodurch die Einwohnerzahl wieder zurückging. Bis etwa 600 gab es in der Stadt noch zahlreiche Einwohner mit Latein als Muttersprache, wie unter anderem durch Grabinschriften bezeugt wird, erst danach wurde Konstantinopel vollständig gräzisiert.
Um die Stadt mit Waren zu versorgen, wurden früh Häfen an der Küste zum Goldenen Horn und zum Marmarameer aus- oder neugebaut. Für die Versorgung der riesigen Hauptstadt mit Trinkwasser wurden mehrere Aquädukte aus dem nordwestlich gelegenen Hügelland errichtet, deren Wasser in mehreren, insgesamt 130.000 m³ fassenden, unterirdischen Zisternen (bspw. der 532 unter Justinian I. gebauten sogenannten Cisterna Basilica) gespeichert wurde. Allgemein erfasste die oströmischen Kaiser im 4. Jahrhundert bis 6. Jahrhundert eine auffällige Baulust, von der auch Chalcedon – obwohl es ständig im Schatten von Konstantinopel stand – profitierte. So wurde der Hafen erweitert sowie Paläste und Kirchen gebaut. Nach den Zerstörungen während des Nika-Aufstandes 532 ließ Justinian I. zahlreiche Gebäude, darunter die Hagia Sophia, das bedeutendste spätantike Bauwerk der Stadt, neu errichten.
Konstantinopel galt aufgrund der Theodosianischen Mauern lange Zeit als uneinnehmbar und als die stärkste Festung der bekannten Welt; zahlreiche Angriffe und Belagerungen scheiterten an dem mehrfach gestaffelten Befestigungswerk der Stadt. Die Zufahrt zum Hafen konnte mit einer gewaltigen Kette (Hafenkette) versperrt werden. Die Festung Konstantinopel beherrschte damit den Übergang von Europa nach Asien und trug entschieden dazu bei, dass die reichen römischen Orientprovinzen während der Völkerwanderung für Hunnen und Germanen unerreichbar blieben. Umgekehrt war die Stadt auch bei der Abwehr von Angriffen von Osten her ähnlich bedeutend. Zu einer ersten echten Bewährungsprobe kam es mit der großen Belagerung von Konstantinopel (626) durch die persischen Sassaniden und den mit diesen verbündeten Awaren. Mit der islamischen Expansion, während der auch die Araber wiederholt an der dreifachen Mauer der Stadt scheiterten, endete wenige Jahre später die spätantike Phase der Stadtgeschichte.

### Konstantinopel in mittelbyzantinischer Zeit
Die beiden abgewehrten Belagerungen durch die Araber in den Jahren 674–678 sowie 717–718 stoppten den Vormarsch der Muslime nach Europa und sind ebenso wie die Schlacht von Tours und Poitiers durch die Franken von welthistorischer Bedeutung. Allerdings wirkte sich der endgültige Verlust der reichen römischen Orientprovinzen nach 636 auch auf die Hauptstadt aus; so entfielen nun die Getreidelieferungen aus Ägypten. Während die Araber im Laufe des 8. bis 10. Jahrhunderts teilweise zurückgedrängt werden konnten, wurden die Bulgaren zur neuen Bedrohung für die Stadt. Zu einer ersten (ebenfalls erfolglosen) Belagerung kam es 813. Die Serie der Angriffe riss auch im 9. und 10. Jahrhundert nicht ab, als Bulgaren und Rus, im Jahr 1090 die Petschenegen, mehrfach versuchten, Konstantinopel zu erobern. In der Regel führten diese Belagerungen zur Verwüstung des thrakischen Umlands der Stadt, und auch das leichter befestigte Chalcedon wurde mehrfach von Persern und Arabern eingenommen, geplündert und zerstört. Infolgedessen sind dort heute kaum noch Spuren der byzantinischen Baukunst zu finden.
Trotz wiederkehrenden Stadtbränden, Seuchen und Erdbeben blieb Konstantinopel bis ins Mittelalter eine der wenigen „Weltstädte“ der westlichen Welt (neben Bagdad, Kairo und Córdoba), und die mit Abstand größte und wichtigste christliche Metropole. Unter Justinian hatte sie im 6. Jahrhundert, wie bereits beschrieben, ihre erste und wohl auch größte Blüte erreicht, die Einwohnerzahl soll spätantiken Quellen zufolge damals die 500.000er-Marke überschritten haben. Dagegen nehmen kritische Historiker und Archäologen an, dass die Stadt wohl niemals eine halbe Million erreicht, geschweige denn überschritten habe. Bis zur Mitte des 8. Jahrhunderts ging die Einwohnerzahl nicht zuletzt auf Grund der arabischen Belagerungen deutlich zurück (nach Ansicht von Forschern wie Chris Wickham sogar auf deutlich unter 100.000), stieg dann allerdings bis ins 12. Jahrhundert wieder auf angeblich etwa 700.000 Einwohner an. Vorsichtigere Schätzungen setzten für das Ende des 12. Jahrhunderts demgegenüber 400.000 Einwohner an.
Gebietsverluste infolge militärischer Niederlagen (unter anderem in der Schlacht bei Manzikert im Jahr 1071) zwangen die Byzantiner Ende des elften Jahrhunderts, Hilfe im christlichen Westen zu suchen. Dem Vordringen der Normannen über Süditalien bis auf das griechische Festland konnte nur dank der Venezianer Einhalt geboten werden, im Gegenzug wurden ihnen Handelsprivilegien, Zollnachlässe sowie eine Handelsniederlassung in Konstantinopel vertraglich gewährt. Weitere Hilfegesuche im Westen führten zum Ausruf des Ersten Kreuzzugs durch Papst Urban II., infolgedessen ein Heer aus allen Teilen Westeuropas Richtung Konstantinopel zog, wo im April 1097 die letzten Abteilungen eintrafen. In der Metropole am Bosporus sahen die Kreuzfahrer eine fortschrittliche Infrastruktur, die sie aus keiner ihrer Städte auch nur annähernd kannten. Es gab Aquädukte, Bäder und Kanalisation, Kliniken mit Abteilungen für die unterschiedlichsten Krankheiten, eine große Universität, selbst Polizei und Feuerwehr. Händler aus aller Welt trafen sich auf den Märkten der Stadt, deren großer Reichtum auf dem Überseehandel beruhte. Kaiser Alexios I., der angesichts der barbarisch anmutenden Horden um seine Hauptstadt besorgt war, beeilte sich, das Kreuzfahrerheer auf die asiatische Seite des Bosporus zu befördern. Das gut 50.000 Mann starke Heer eroberte noch im gleichen Jahr die nahe gelegene Sultanats-Hauptstadt Nicäa und zog dann weiter Richtung Jerusalem. Dem bedrängten Konstantinopel war wieder etwas Luft verschafft worden; doch zugleich hatte sich das Verhältnis zum Westen, das ohnehin durch das Schisma von 1054 belastet war, im Zuge des Kreuzzugs erheblich verschlechtert.
Auch das traditionell freundliche Verhältnis der Byzantiner zu Venedig schlug im 12. Jahrhundert unter Manuel I. Komnenos in Misstrauen, Verachtung und Hass um, nicht zuletzt durch die immer wieder auf byzantinischem Boden ausgetragenen Machtkämpfe der Dogenrepublik mit Pisa und Genua. Die Einheimischen empfanden das anmaßende Auftreten der sogenannten „Lateiner“ als Provokation und man betrachtete sich gegenseitig als Häretiker. Die explosive Stimmung entlud sich 1171 in den Lateinerpogromen, als die byzantinische Regierung zuerst den Besitz tausender Venezianer konfiszierte und sie anschließend einkerkerte. Angeblich wurde damals sogar der anschließend zu Verhandlungen angereiste Enrico Dandolo geblendet, doch ist dies fraglich. Trotz einem 1177 beschlossenen Frieden beeinträchtigte das Ereignis dieser Lateinerpogrome die Beziehung zwischen Konstantinopel und Venedig nachhaltig. Im Jahre 1203 nahm ein von Venedig ausgerüstetes und vom Dogen Dandolo geführtes Kreuzfahrerheer die Eroberung Konstantinopels in Angriff, unter dem Vorwand, die dortigen Thronstreitigkeiten zu klären (allerdings ist in der modernen Forschung bestritten worden, dass Venedig wirklich von Anfang an einen Angriff auf Byzanz geplant habe). Kaiser Alexios III. floh vor dem anrückenden Heer, und Isaak II. nahm, eingesetzt von den Kreuzfahrern, (wieder) Platz auf dem Thron. Die Kreuzfahrer blieben trotz „getaner Arbeit“ zunächst in der Stadt und warteten auf die versprochene reiche Belohnung. Als sie eine Moschee entdeckten – es gab ab 718 infolge der Niederlassung arabischer Händler eine muslimische Gemeinde in Konstantinopel – und sie anzündeten, zerstörte der dadurch entstandene Flächenbrand ein ganzes Stadtviertel.
Als Isaak II. sowie sein Sohn Alexios IV. (unter ungeklärten Umständen) starben und ihnen Alexios V. auf den Thron folgte, wurden die Kreuzfahrer der Stadt verwiesen. Diese fühlten sich um die versprochene Belohnung betrogen und beleidigt, sie bereiteten daraufhin einen erneuten Angriff auf Konstantinopel vor. Unter Führung des 96-jährigen 41. venezianischen Dogen Enrico Dandolo, eines erbitterten Gegners des orthodoxen Byzanz, gelang es ihnen am 13. April 1204 gemeinsam mit den Venezianern, die Stadt von der Seemauer am Goldenen Horn her zu stürmen. Anschließend wurde die Stadt drei Tage geplündert. Viele Einwohner der kosmopolitischen Metropole wurden dabei getötet. Zahlreiche Monumente wurden zerstört, großartige Kunstwerke wurden vernichtet oder geraubt, etliche Bibliotheken niedergebrannt und eine große Anzahl der in Konstantinopel aufbewahrten Heiligenreliquien entwendet und über ganz Europa zerstreut. Von dieser Zerstörung und Plünderung durch die Venezianer und Kreuzfahrer erholte sich Konstantinopel im restlichen Verlaufe des Mittelalters nicht wieder.

### Die spätbyzantinische Zeit und das Vordringen der Türken

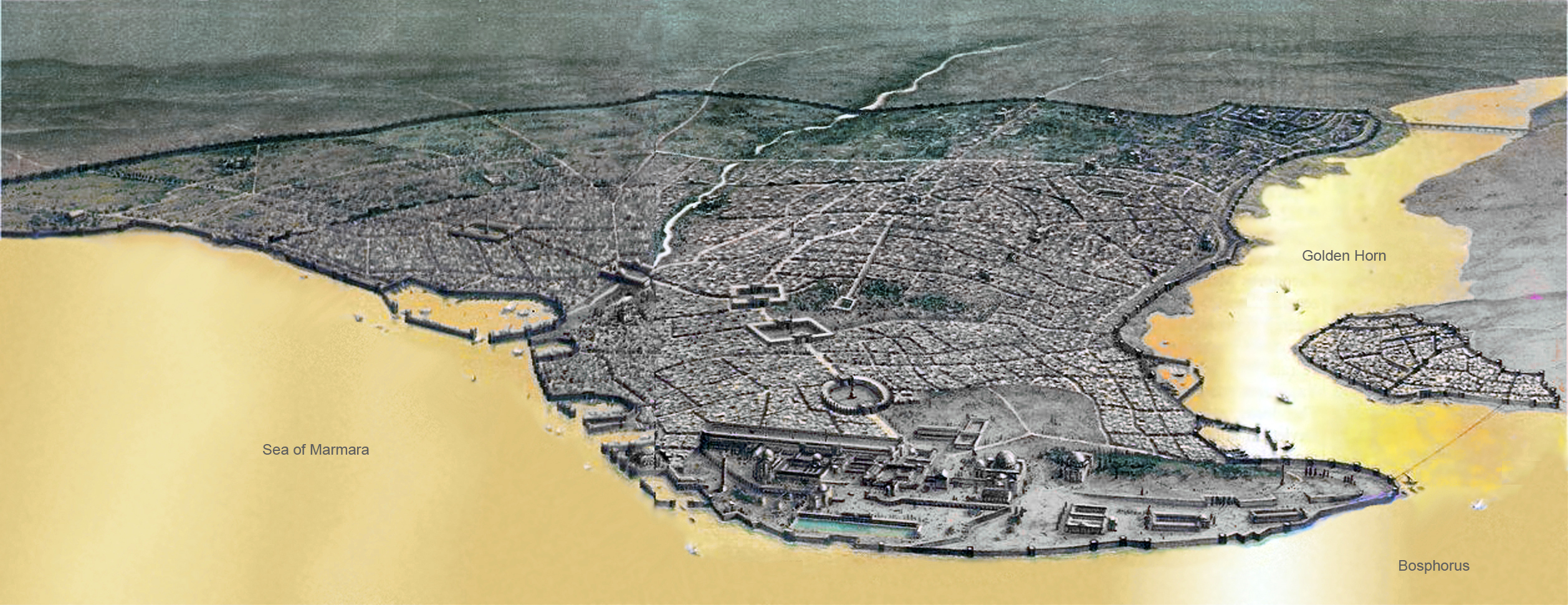
Spätbyzantinisches Konstantinopel in künstlerischer Rekonstruktion

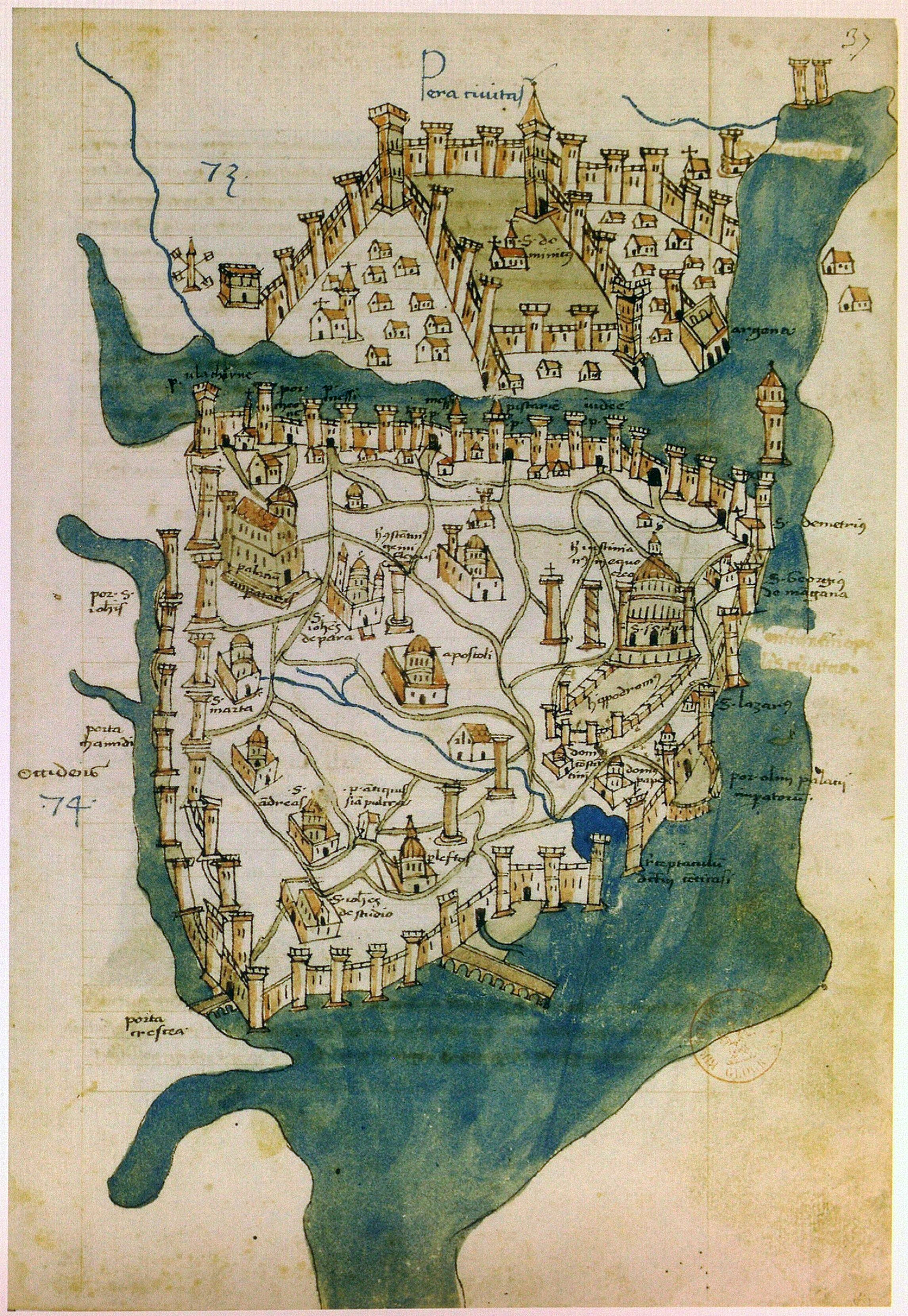
Konstantinopel-Karte von 1420 in Cristoforo Buondelmontis Liber insularum archipelagi. Paris, Bibliothèque nationale de France, Département des Cartes et Plans, Ge FF 9351 Rés., fol. 37r

Die Kreuzfahrer zerstückelten das Byzantinische Herrschaftsgebiet und errichteten das sogenannte Lateinische Kaiserreich. Dieses hatte nur kurz Bestand, bereits 1261 eroberte ein Söldnerheer des von geflohenen byzantinischen Familien getragenen Kaiserreiches Nikaia die Stadt im Handstreich zurück (→ Rückeroberung von Konstantinopel 1261). Das Byzantinische Reich wurde in vergleichsweise bescheidenem Umfang wiederhergestellt, verlor aber in der Folge immer weitere Gebiete seines Territoriums. Um 1300 hatte Konstantinopel noch etwa 100.000 Einwohner. Seine Rolle als wichtigstes Handelszentrum des Mittelmeers hatte es an die italienischen Hafenstädte, insbesondere Venedig, verloren. Die Italiener unterhielten Handelsniederlassungen im Stadtteil Pera (heute Beyoğlu) auf der nördlichen, europäischen Seite des Goldenen Horns.
1326 begann mit der Eroberung Bursas durch Osman I., einen Heerführer eines kleinen türkischen Stammes, der Siegeszug der Osmanen. In rascher Folge eroberten diese ganz Kleinasien und Teile des europäischen Festlandes. Byzanz glich bald einer Insel im Osmanischen Reich. Im 15. Jahrhundert bestand es nur mehr aus dem eigentlichen Stadtgebiet und den umliegenden Dörfern, die Einwohnerzahl sank auf etwa 40.000 ab.
Mit der Eroberung Konstantinopels 1453 endete das Oströmische Reich. Kleinere Landesteile, vor allem Mystras auf der Peloponnes, konnten sich noch einige Jahre halten, wurden dann aber auch erobert.

### Osmanische Neuzeit

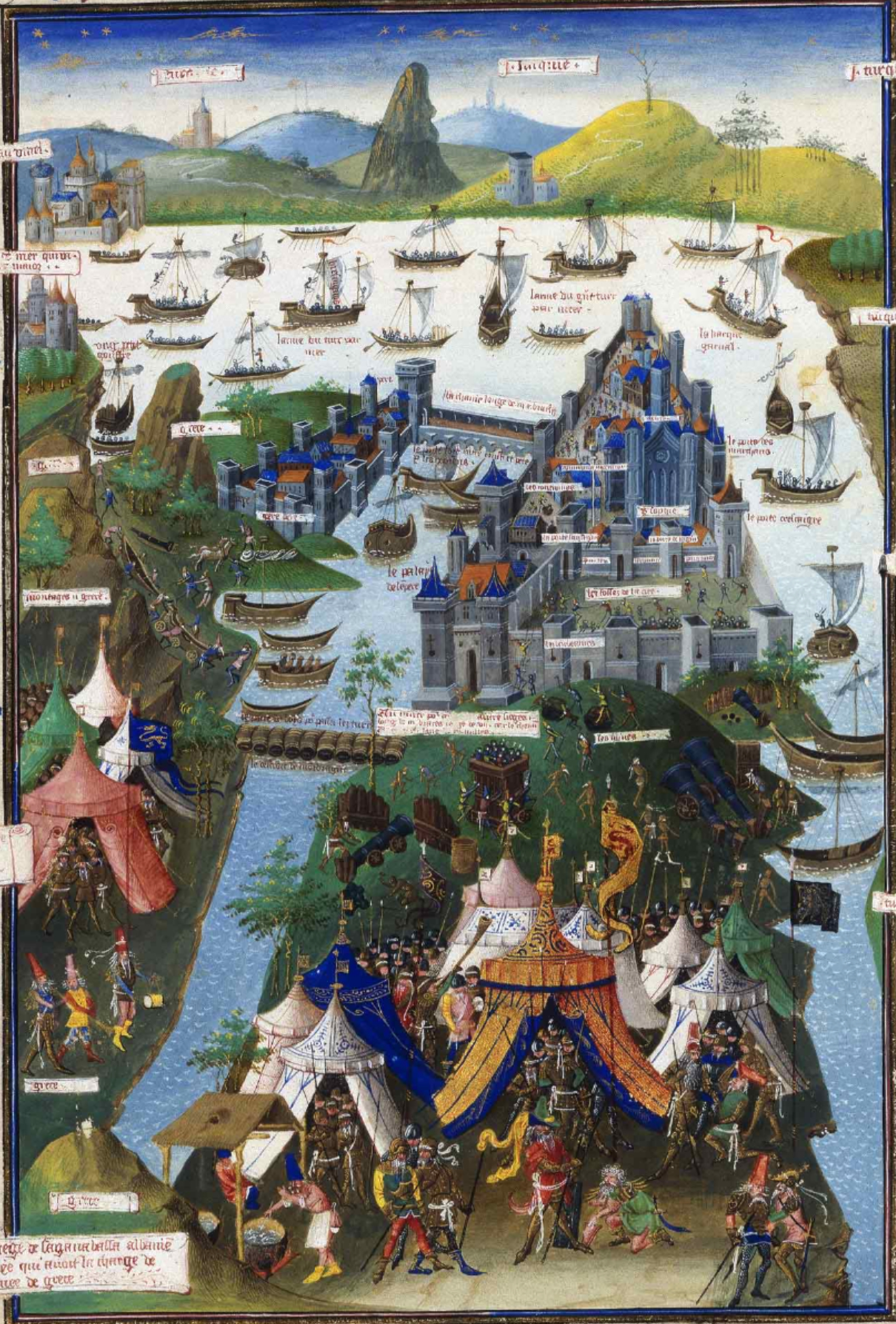
Belagerung von Konstantinopel (Ausschnitt aus einer Buchmalerei, 1455)

Stadtplan Konstantinopels um 1850

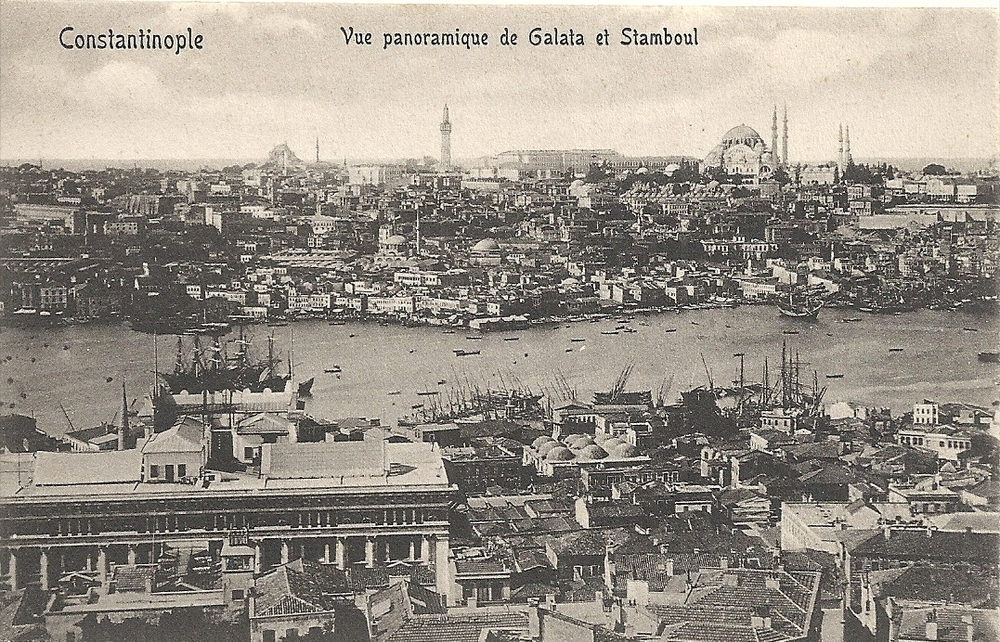
Postkarte von 1905

Nach der Schlacht bei Nikopolis, die 1396 ausgetragen wurde, begann Sultan Bayezid die Stadt zu belagern. 1399 kam daher der französische Marschall Jean II. Le Maingre mit seinen Truppen zur Hilfe. 1401 wurde die Belagerung abgebrochen. Schon im Jahr 1422 wurde Konstantinopel durch Sultan Murad II. und sein Heer erneut angegriffen. Dabei wurden die äußeren Verteidigungswerke eingenommen. Durch einen Ausfall konnte der Ansturm im August zurückgeschlagen und die Belagerungswerke zerstört werden.
1452 ließ Fatih Sultan Mehmet in der Nähe der Stadt die Küstenburg Rumeli Hisarı errichten und sperrte dadurch den Bosporus ab. Im Frühjahr 1453 begann die Belagerung mit Belagerungsmaschinen und schweren Geschützen sowie einem Heer von 200.000 Mann und einer Flotte von 250 Schiffen. Den Verteidigern standen nur wenige Truppen zur Verfügung und erschwerend kam hinzu, dass es innerhalb der Stadtmauern zu religiösen Streitigkeiten zwischen den Orthodoxen und den Unionisten (Henotikern) kam. Auf Hilfe hoffend, gelang es ihnen die Stadt 40 Tage lang zu verteidigen. Da Kaiser Konstantin XI. sich einer freiwilligen Übergabe trotz des Zugeständnisses eines freien Abzugs verweigerte, wurde Konstantinopel am 29. Mai 1453 von den Osmanen unter großen Verlusten erobert. Die Zahl der Toten wird mit 50.000 angegeben.
Die siegreichen Truppen brannten zunächst alles nieder, was in ihre Hände fiel und versklavten die Bevölkerung, mit Ausnahme der Juden und Genuesen, die dank ihrer umsichtigen Haltung während der Belagerung ihren Privatbesitz retten konnten. Die Stadt wurde geplündert und viele der Kunstschätze geraubt oder zerstört. Gegen Mittag zog Sultan Mehmet in die Stadt ein und verrichtete in der Sophienkirche (Hagia Sophia) ein Dankesgebet. Fortan wurde dieses Gebäude um Minarette ergänzt und als Hauptmoschee der Stadt genutzt. Er ließ die Stadt neu aufbauen und die Befestigungswerke sowie das Schloss mit den sieben Türmen wiederherstellen. Das Stadtbild wurde vollkommen neu geprägt und Konstantinopel wurde zur neuen Haupt- und Residenzstadt des osmanischen Reiches.
Einige Einwohner und Intellektuelle konnten nach Westeuropa, vor allem Norditalien, fliehen und nahmen dabei viele erhalten gebliebene Kopien antiker Schriftstücke mit. Diese verbreiteten sich durch den ungefähr gleichzeitig erfundenen Buchdruck schnell in Norditalien und lösten eine Welle der „Wiederentdeckung“ antiker Denkmodelle und Vorstellungen aus. Diese Wiederentdeckung beschleunigte den vielschichtigen Prozess, der heute als Renaissance bezeichnet wird.
Nach der Eroberung behielt die Stadt ihren ursprünglichen Namen aber in angepasster Form Kostantiniyye während sich über die nächsten Jahrhunderte auch die Bezeichnung Istanbul herausbildete. Der Name İstanbul (im deutschen Sprachraum früher auch „Stambul“) leitet sich nach traditioneller Ansicht von altgriechisch εἰς τὴν πόλι(ν), in der Koine zu is tin poli(n) verschliffen, ab, was „in die Stadt“ bedeutet. Es existiert aber eine Vielzahl von anderen Hypothesen zur Namensgebung. Erst im 19. und 20. Jhd. setzte sich in der Bevölkerung des Osmanischen Reichs der Name Istanbul durch. Im griechischen Sprachbereich wird bis heute von Konstandinúpoli gesprochen.
Am 14. September 1509 erschütterte ein schweres Erdbeben die Stadt. Ein ganzer Stadtteil wurde auch durch die in der Folge ausbrechenden Brände unbewohnbar. Etwa 13.000 Menschen fielen den Auswirkungen des Bebens zum Opfer.
Ab dem 17. Jahrhundert kam es zu einem massiven Zuzug von Armeniern aus allen Gebieten des Osmanischen Reichs. Ende des 19. Jahrhunderts lebten mindestens 250.000 Armenier in Konstantinopel. Es bildete sich eine kulturelle armenische Infrastruktur, die schließlich zu einem kulturellen sowie politischen Aufbruch der westarmenischen Gemeinschaft führte und das Gesicht der Stadt mitprägte. 
Schwere Verwüstungen erlitt Konstantinopel durch mehrere Erdbeben und Feuersbrünste in den Jahren 1714, 1755, 1808 und 1826. Es kam auch immer wieder zu Aufständen der Softas die im Mai 1876 den Sturz des Großwesirs Mahmud Nedim Pascha zur Folge hatte.
Die Stadt behielt neben der politischen große wirtschaftliche und kulturelle Bedeutung und ein internationales Gepräge. Das Patriarchat blieb als übergreifende Institution für die Christen des Reiches mit bedeutenden Rechten und Pflichten erhalten, bis 1821 spielten Griechen eine wichtige Rolle (unter anderem in der Diplomatie und bei der Verwaltung der Donaufürstentümer).
An den in der Stadt lebenden Griechen wurden 1821 nach dem Beginn des Griechischen Aufstands von den Türken eine Gräueltat verübt bei der am 22. April unter andern der griechische Patriarch Gregor V. an der Tür einer Kirche gehenkt wurde. Nach dem Aufstand der Janitscharen von 1826 wurde das Janitscharenkorps aufgelöst.
Der griechische Einfluss in Wirtschaftsleben und Diplomatie war noch bis 1922 bedeutend. Unter Süleyman dem Prächtigen (1520–1566) war Konstantinopel die Hauptstadt eines riesigen Reiches, das von Ungarn über Belgrad bis Bagdad und weit nach Nordafrika reichte. Das Osmanische Reich war auf dem Höhepunkt seiner Macht, was sich in einer Vielzahl von Palästen und Moscheen des Architekten Sinan, des größten osmanischen Baumeisters seiner Zeit, widerspiegelt. Bereits damals begann aber der Niedergang. Fehlende Reformen, korrupte Wesire, die Macht der Sultansfrauen sowie die Abschottung gegen moderne Tendenzen bewirkten, dass man trotz einer schönen Fassade im 19. Jahrhundert schließlich vom „kranken Mann am Bosporus“ sprach, wenn man das Osmanische Reich meinte.

## Imperiale Bauwerke

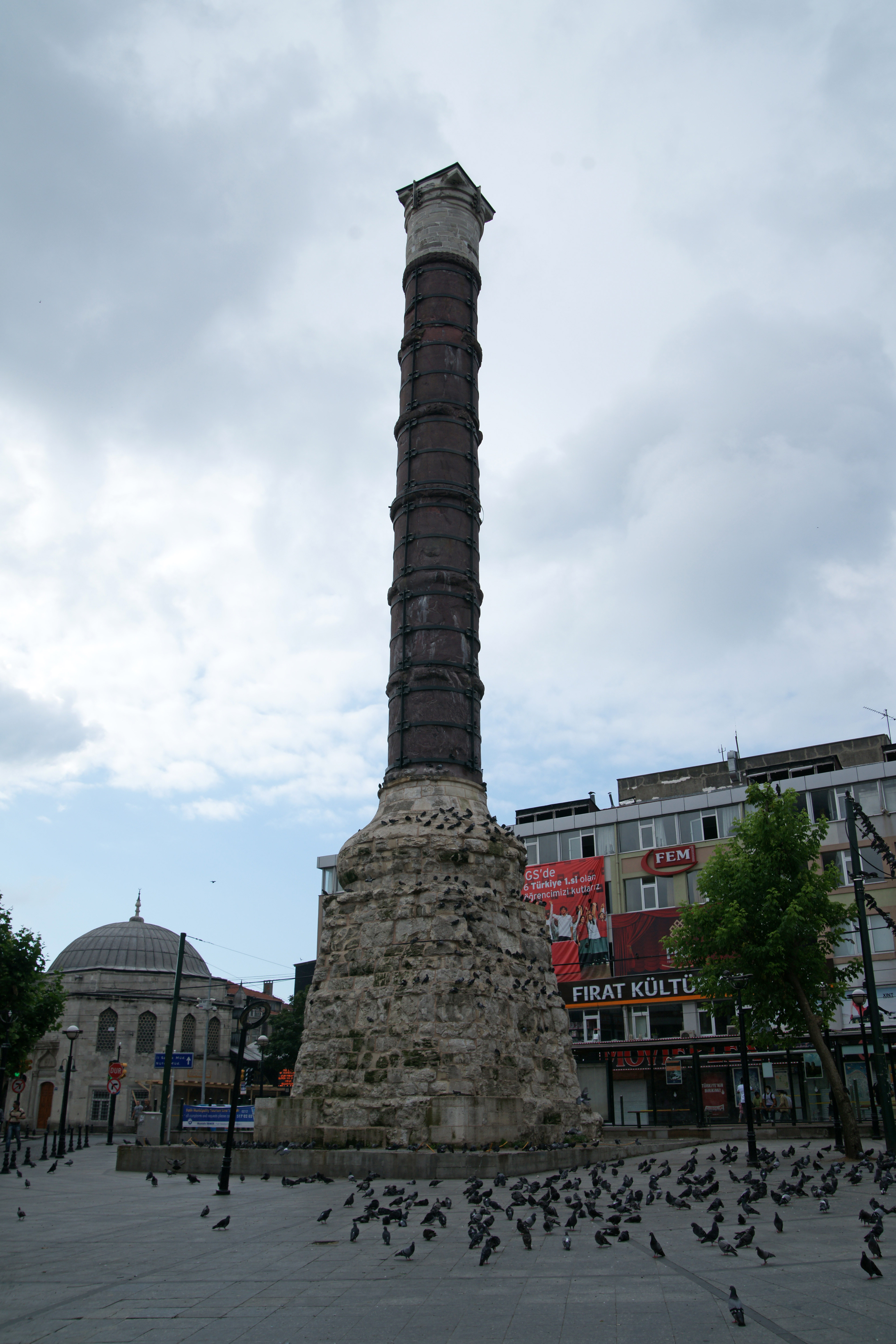
Konstantinssäule im Juli 2010, Nordseite

Als Kaiser Konstantin zwischen 324 und 330 ein neues Zentrum für das römische Reich am alten Byzanz gründete, sollte dieses allmählich Rom als Hauptstadt ablösen. Um den Gedanken eines Nova Roma Nachdruck zu verleihen, musste dieses dann auch architektonisch ausgebaut werden. Da Konstantinopel zudem von Anfang an christlich geprägt war und das Christentum Staatsreligion wurde, ohne dass im Übrigen auf den Kaiserkult verzichtet wurde, bekam Konstantinopel ein durch Votiv- und Gedenksäulen, Foren, Paläste, das Hippodrom und natürlich zahlreiche christliche Kirchen geprägtes Aussehen.
Ältestes erhaltenes Baudenkmal Konstantinopels ist die Konstantinssäule. Die ehemals 52 Meter hohe Säule aus Porphyr wurde ursprünglich von einer Statue des Helios bekrönt. Der Kopf des Sonnengottes war von sieben Strahlen umkränzt, in die der Legende nach Passionsnägel eingearbeitet worden waren. Auch das Fundament der Säule soll einer Überlieferung des 9. Jahrhunderts zufolge einen Splitter vom Kreuz Christi, das Palladion und weitere teils christliche, teils pagane Kultobjekte geborgen haben. Im Jahr 1105 wurde die Statue bei einem Unwetter zerstört und durch ein Kreuz ersetzt. Die Höhe der Säule beträgt nur noch 35 Meter. Sie wurde zum Symbol der Stadt, und die letzten byzantinischen Chronisten berichten, dass sich am Tag der Eroberung durch Sultan Mehmed II. die Stadtbewohner frühmorgens um sie versammelten, um auf den rettenden Engel des Herrn zu warten.
Neben der Konstantins-Säule bildete vor allem das Hippodrom den Mittelpunkt der Stadt und war Brennpunkt des öffentlichen Lebens. Hier begegneten sich Kaiser und Volk, hier demonstrierte der Kaiser seine Macht und dort finden sich daher auch einige repräsentative Objekte. Entlang der Spina, der Trennmauer zwischen den beiden Richtungsbahnen, um welche die Streitwagen fuhren, stellten Konstantin und seine Nachfolger Standbilder und Denkmäler auf. Darunter der Obelisk des Theodosius, ein ägyptischer Obelisk vom Tempel in Karnak und die bronzene Schlangensäule aus dem 5. Jahrhundert v. Chr. Diese Säule war ursprünglich von 31 griechischen Städten zur Erinnerung an die Schlacht von Plataiai 479 v. Chr. direkt gegenüber dem Apollotempel von Delphi aufgestellt worden. Konstantin I. ließ das Denkmal 330 nach Konstantinopel bringen. Die von dieser Säule ursprünglich getragene goldene Schale wurde während des 4. Kreuzzuges geraubt. Die Köpfe der Schlangen zerstörten Muslime im 17. oder 18. Jahrhundert, der Rest eines der drei Köpfe ist noch im archäologischen Museum in Istanbul zu sehen.
Unter Kaiser Theodosius wurde entlang der Wegstrecke der kaiserlichen Triumphzüge drei Foren errichtet. Auf dem Forum Tauri stand die Ehrensäule des Kaisers Theodosius, geschaffen nach dem Vorbild der Trajanssäule in Rom. Weitere Säulen sind die Arcadius-Säule, Markian-Säule sowie die Justinian-Säule. Diese jüngste der Säulen ist ebenso wie die Konstantins-Säule aufs engste mit der Geschichte Konstantinopels verbunden. Die 543 eingeweihte 35 m hohe Säule trug ein Reiterstandbild Justinians I. in drei- bis vierfacher Lebensgröße. Als Mehmed II. Konstantinopel eroberte, war eine seiner ersten Taten, diese Statue zu vernichten.
Als eines der zentralen spätantiken Monumente der Stadt ragt die heute als Moschee genutzte Hagia Sophia aus dem 6. Jahrhundert hervor. Sie war bis zum Bau der Kathedrale von Sevilla das größte Gotteshaus der Welt. Gleich nach der Eroberung Konstantinopels machten sich die neuen türkischen Herren daran, den Bau für die mitgebrachte islamische Religion zu vereinnahmen und gestalteten ihn um. Dabei wurden nicht nur alle wertvollen christlichen Symbole entfernt und die kostbaren Mosaiken zerstört oder überputzt, sondern neben diversen Umbauten auch vier große Minarette an den Flanken der Kirche durch drei Sultane emporgezogen.

## Muslimische Stätten des Mittelalters
Entgegen der weitläufigen Auffassung gab es auch schon in vorosmanischer Zeit Muslime und Moscheen innerhalb der Stadt. Die erste Moschee Konstantinopels (und somit die erste Moschee auf der Balkanhalbinsel bzw. in ganz Südosteuropa überhaupt) soll schon im Jahr 718 entstanden sein.

### Maslama-Moschee

Vermutliche Lage vorosmanischer Moscheen im mittelalterlichen Konstantinopel, die ersten Moscheen in Südosteuropa

Nach der erfolglosen Zweiten Belagerung von Konstantinopel (717–718) hatten sich der arabische Heerführer Maslama und der byzantinische Kaiser Leo III. auf die Errichtung einer Moschee für die arabischen Kriegsgefangenen bzw. für die in der Stadt aktiven muslimischen Händler geeinigt. Sie wurde von Konstantin Porphyrogennetos in De Administrando Imperio ebenso erwähnt wie in der Korrespondenz zwischen dem arabischen Kalifen ar-Rādī bi-'llāh und dem byzantinischen Kaiser Romanos I. und in den Chroniken von Niketas Choniates, Ibn al-Athīr, al-Muqaddasī, Yāqūt ar-Rūmī, Al-Dimashqi und anderen. Unterschiedlichen Angaben zufolge soll sich diese Sarazenische Moschee nahe dem kaiserlichen Palast, innerhalb oder nahe dem Praitorion (östlich des Konstantinsforums, heute zwischen Atik Ali Paşa Camii Çemberlitaş und Sultan Iı. Mahmut Türbesi) bzw. in einem „sarazenischen“ Viertel hinter der Hagia Irene (nahe dem Kaiserpalast) befunden haben (vermutlich in Regio IV oder Regio V).
Im Rahmen einer Übereinkunft mit Tughrul Beg soll Konstantin IX. um 1050 Sanierungsarbeiten an der Moschee beauftragt haben (daher gelegentlich auch als Seldschukische Moschee bezeichnet). Von den lateinischen Kreuzrittern im August 1203 in Brand gesteckt (nach anderen Angaben von den „Sarazenen“ selbst oder bereits bei Unruhen im Jahr 1200), soll die Moschee nach der byzantinischen Rückeroberung Konstantinopels von Michael VIII. 1263 im Interesse guter Beziehungen zum ägyptischen Mamluken-Reich restauriert worden sein.
Josef Matuz erwähnte, dass Byzanz sich im Rahmen einer 1401 geschlossenen Übereinkunft mit den Osmanen verpflichten musste, eine (weitere) Moschee innerhalb der Mauern der Kaiserstadt zu erreichten und einen Kadi für die Muslime einzusetzen. Der letzte byzantinische Kaiser, Konstantin XI. verfügte offenbar die Schließung aller Moscheen in Konstantinopel und drängte die Muslime zur Annahme des Christentums. Ob die Maslama-Moschee bis zum Zeitpunkt der osmanischen Eroberung 1453 genutzt wurde bzw. noch existierte, bleibt unklar. Archäologische Funde gibt es kaum bzw. können nicht eindeutig zugeordnet werden.

### Arabische Moschee
Bereits im 12. Jahrhundert hatte die Zahl arabischer Händler und muslimischer Zuwanderer so stark zugenommen, dass eine zweite Moschee errichtet wurde. Sie soll sich außerhalb der Seemauer am Goldenen Horn, nordwestlich der Galatabrücke befunden haben, möglicherweise in der Nähe des heutigen Ägyptischen Basars (Mısır Çarşısı) bzw. der Neuen Moschee (Yeni Cami).
Genau gegenüber, auf der anderen Seite des Goldenen Horns, befindet sich heute im Stadtteil Galata die Arap Camii (Arabische Moschee).

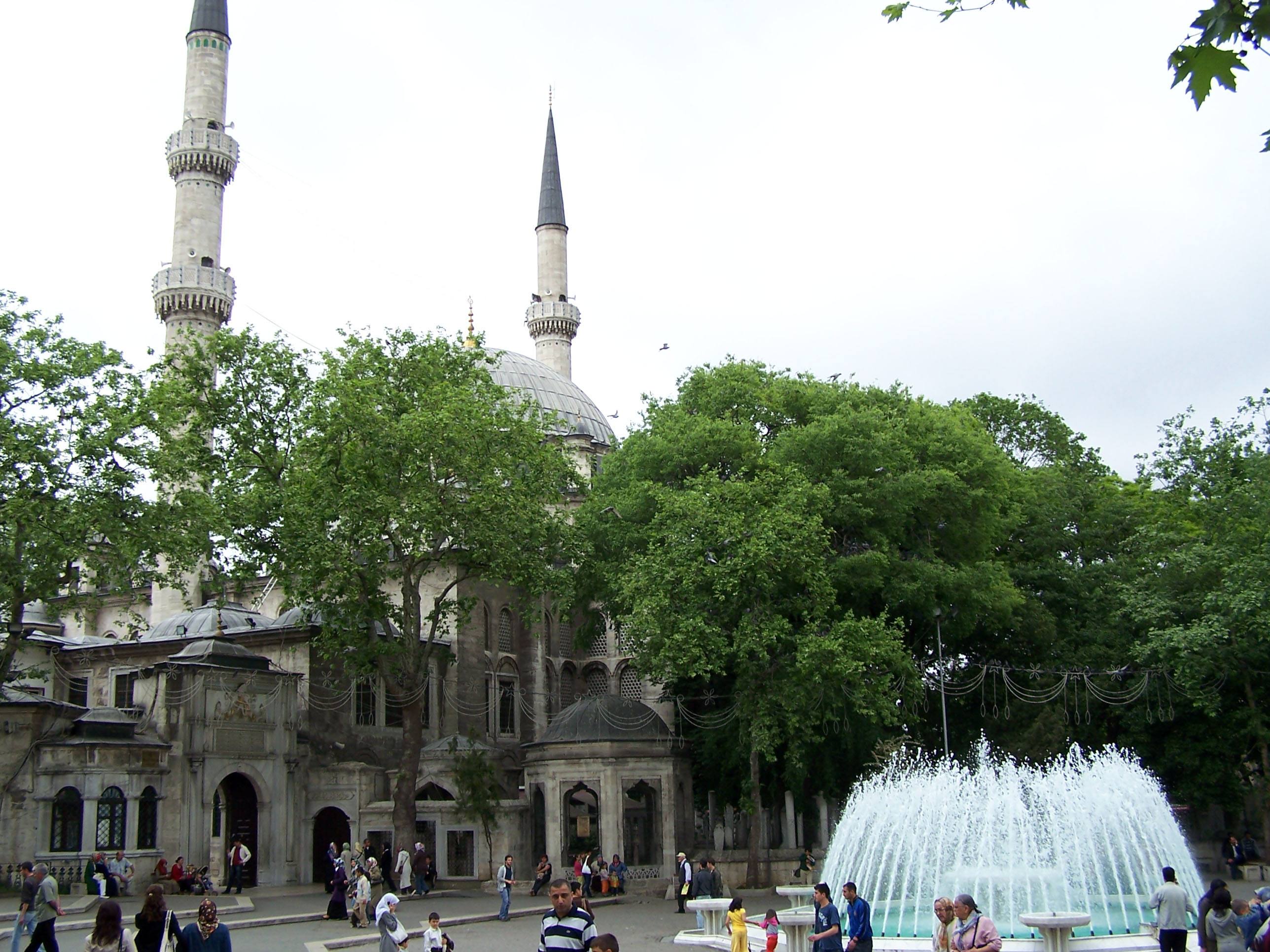
Eyüp-Sultan-Moschee (Eyüp)

### Grabdenkmäler und Wallfahrtsorte
Einigen Quellen zufolge sollen sich auch die Grabmäler eines Nachkommen ʿAlī ibn Abī Tālibs sowie des Abu Ubaidah, eines der zehn Kampfgefährten des Propheten Mohammed, in Konstantinopel befunden haben. Diese arabische Überlieferung ist jedoch offensichtlich eine Verwechslung mit dem Grab des bereits bei der Ersten Belagerung von Konstantinopel (674–678) gefallenen Abū Ayyūb al-Ansārī, des Fahnenträgers des Propheten, im früher außerhalb der Stadtmauern befindlichen Stadtteil Eyüpsultan. Sein Grab soll von den Byzantinern zunächst respektiert, von den Lateinern aber 1203 zerstört und erst von den Osmanen wiedergefunden worden sein. Über dem Grab entstand dann nach der osmanischen Eroberung 1458 die Eyüp-Sultan-Moschee.

## Trivia
Die Gruppe The Four Lads veröffentlichte 1953 den Song Istanbul (Not Constantinople), der die Umbenennung der Stadt humorvoll thematisiert. Der Song wurde mehrfach gecovert, eine der bekanntesten Versionen erschien 1990 von der Gruppe They Might Be Giants.